# Puchar (sport)
Puchar – trofeum przyznawane w nagrodę za zwycięstwo w turnieju. Może być również przyznawany za uzyskanie drugiego lub trzeciego miejsca, wtedy jest zazwyczaj mniejszy i mniej zdobny.
W okresie II Rzeczypospolitej stosowano zapis „puhar”.